# 地域医療機能推進機構佐賀中部病院
地域医療機能推進機構佐賀中部病院（ちいきいりょうきのうすいしんきこうさがちゅうぶびょういん）は、佐賀県佐賀市兵庫南に所在する医療機関。独立行政法人地域医療機能推進機構が運営する病院のひとつである。通称JCHO佐賀中部病院（ジェイコーさがちゅうぶびょういん）。

## 概要
現在地には1996年（平成8年）移転新築。兵庫南地区を新しい市街地として開発する兵庫土地区画整理事業の一環で、隣接する県立看護学校（現・好生館看護学院）、県立・市立団地（兵庫団地、楊柳団地）の設置と併せて行われた。

## 沿革
- 1946年（昭和21年）2月7日 - 佐賀市中の橋小路（水ヶ江）に所在した個人病院を厚生省（当時）が買収、社会保険佐賀病院として設立。病床数20[1][2][3]。
- 1952年（昭和27年）6月 - 佐賀市多布施に移転[2]。
- 1972年（昭和47年） - 結核病棟を廃止。病床数140[3]。
- 1996年（平成8年）5月 - 兵庫南に新築移転、病床数160。佐賀社会保険病院に改称[3]。
- 2014年（平成26年）4月 - 地域医療機能推進機構の発足に伴い、佐賀中部病院に改称。
- 2015年（平成27年）3月末 - 産婦人科、小児科を廃止。眼科を休止。

## 医療機関の指定・認定
- 保険医療機関[4]
- 労災保険指定医療機関[4]
- 指定自立支援医療機関（更生医療）[4]
- 指定自立支援医療機関（育成医療）[4]
- 指定自立支援医療機関（精神通院医療）[4]
- 身体障害者福祉法指定医の配置されている医療機関[4]
- 生活保護法指定医療機関(中国残留邦人等の円滑な帰国の促進並びに永住帰国した中国残留邦人等及び特定配偶者の自立の支援に関する法律（平成6年法律第30号）に基づく指定医療機関を含む。)[4]
- 指定養育医療機関[4]
- 難病の患者に対する医療等に関する法律（平成26年法律第50号）に基づく指定医療機関[4]
- 原子爆弾被害者一般疾病医療取扱医療機関[4]
- 公害医療機関[4]
- 母体保護法指定医の配置されている医療機関[4]
- 臨床研修病院[4]
- 特定行為研修指定研修機関[4]
- 肝疾患診療連携拠点病院[4]
- DPC対象病院[4]
- 救急告示病院（二次救急）
- このほか、各種法令による指定・認定病院であるとともに、各学会の認定施設でもある。

## 交通アクセス
- 佐賀市営バス （56系統）兵庫・久保泉工業団地行きで「佐賀中部病院西」下車、または（60系統）伊賀屋・清友病院行きで「佐賀中部病院前」下車。佐賀駅バスセンターより約8分。

## 附属施設
- 地域医療機能推進機構佐賀中部病院健康管理センター
- 附属介護老人保健施設
- 佐賀市城西地域包括支援センター（おたっしゃ本舗城西）
- レストラン「JiJiの風」